# Лели-Ресорт (Флорида)
Лели-Ресорт (англ. Lely Resort) — статистически обособленная местность, расположенная в округе Коллиер (штат Флорида, США) с населением в 1426 человек по статистическим данным переписи 2000 года.

## География
По данным Бюро переписи населения США статистически обособленная местность Лели-Ресорт имеет общую площадь в 13,47 квадратных километров, водных ресурсов в черте населённого пункта не имеется.
Статистически обособленная местность Лели-Ресорт расположена на высоте 2 м над уровнем моря.

## Демография
По данным переписи населения 2000 года в Лели-Ресорт проживало 1426 человек, 445 семей, насчитывалось 649 домашних хозяйств и 1086 жилых домов. Средняя плотность населения составляла около 105,86 человек на один квадратный километр. Расовый состав населённого пункта распределился следующим образом: 89,27 % белых, 4,63 % — чёрных или афроамериканцев, 0,49 % — азиатов, 0,14 % — выходцев с тихоокеанских островов, 3,58 % — представителей смешанных рас, 1,89 % — других народностей. Испаноговорящие составили 16,48 % от всех жителей статистически обособленной местности.
Из 649 домашних хозяйств в 19,1 % воспитывали детей в возрасте до 18 лет, 56,1 % представляли собой совместно проживающие супружеские пары, в 8,3 % семей женщины проживали без мужей, 31,4 % не имели семей. 23,1 % от общего числа семей на момент переписи жили самостоятельно, при этом 8,3 % составили одинокие пожилые люди в возрасте 65 лет и старше. Средний размер домашнего хозяйства составил 2,20 человек, а средний размер семьи — 2,53 человек.
Население статистически обособленной местности по возрастному диапазону по данным переписи 2000 года распределилось следующим образом: 16,1 % — жители младше 18 лет, 10,6 % — между 18 и 24 годами, 20,8 % — от 25 до 44 лет, 29,1 % — от 45 до 64 лет и 23,4 % — в возрасте 65 лет и старше. Средний возраст жителей составил 48 лет. На каждые 100 женщин в Лели-Ресорт приходилось 103,4 мужчин, при этом на каждые сто женщин 18 лет и старше приходилось 99,3 мужчин также старше 18 лет.
Средний доход на одно домашнее хозяйство статистически обособленной местности составил 50 640 долларов США, а средний доход на одну семью — 57 273 доллара. При этом мужчины имели средний доход в 31 750 долларов США в год против 25 560 долларов среднегодового дохода у женщин. Доход на душу населения статистически обособленной местности составил 50 640 долларов в год. 2,4 % от всего числа семей в населённом пункте и 6,9 % от всей численности населения находилось на момент переписи населения за чертой бедности, при этом  из них были моложе 18 лет и 5,3 % — в возрасте 65 лет и старше.